# Robson de Sousa
Robson De Sousa (Brazíliaváros, 1986. január 20.), teljes nevén Robson De Sousa Vasconcelos Goes brazil labdarúgó. Magyarországon a Kecskeméti TE játékosa volt. Korábban Brazíliában, a Nova Iguaçu FC-ben játszott, 2009-ben szerződött Kecskemétre. Jelenleg kölcsönben a Ceglédi VSE-ben szerepel.